# Špekulacija (burza)
Špekulacija u gospodarstvu označava financijsku akciju, odnosno trgovanje robom, valutama i vrijednosnim papirima ili posuđivanje novca i drugih sredstava koje predstavlja određenu razinu rizika. Svrha špekulacija je prije svega velika i brza zarada, a koja se najčešće postiže naglim porastom cijene određene robe. Špekulacija se od ulaganja razlikuje prije svega u visokoj razini rizika; ulaganje (investicija) koje se smatra "sigurnim" i koje bi zaradu trebalo donijeti u manjim obrocima kroz duže vrijeme se ne smatra špekulacijom. Osobe koje obavljaju spekulacije se nazivaju špekulantima, a aktivnosti koje obavljaju špekulantskim poslovima.
Špekulacije su u pravilu karakteristične za zemlje s razvijenom tržišnim gospodarstvom ili slobodnim tržištem. Najčešće se obavljaju na burzama na kojima se trguje stranom valutom, vrijednosnim papirima i raznim robama.
Špekulantski poslovi, s obzirom na to da im je glavni motiv brza zarada, a karakteristika nedostatak uobičajenog opreza, vrlo često ulaze u područje na rubu poslovne etike, morala, pa i pozitivnih zakonskih propisa. Kao krajnju posljedicu mogu izazvati ozbiljne poremećaje na tržištu. Zbog svega toga izraz špekulacija i špekulant u pravilu imaju i pogrdno značenje.

## Vanjske poveznice
- Congress Plans to Tighten Rules on Energy Speculation